# Aeroportul Mystery Flight
Aeroportul Mystery Flight (IATA: ZZF) este un aeroport din Victoria, Australia.
Situat la o altitudine de 430 m, aeroportul dispune de o singură pistă.